# ロックハンドスター
ロックハンドスターは日本の競走馬。2010年の岩手3歳三冠（岩手ダービー ダイヤモンドカップ、不来方賞、ダービーグランプリ）を制覇するなど活躍したが、翌年のマイルチャンピオンシップ南部杯でレース中に故障し、安楽死処分となった。馬名は現役当時に岩手競馬の宣伝に起用されていたルー大柴にちなむ。

## 経歴
- 特記事項なき場合、本節の出典はJBISサーチ[7]

1歳時（2008年）に北海道市場オータムセールで取引される。2009年6月27日、盛岡競馬場のフューチャー競走でデビューし、3着。2戦目で勝ち上がると、そこから3連勝を記録。ジュニアグランプリ2着を経て出走の若駒賞で重賞初勝利。続く南部駒賞も制して重賞2連勝とする。年明け初戦の金杯で2着に敗れたことで2歳三冠は逃したが、岩手競馬の2歳最優秀馬部門に選出された。
三冠路線に入ると、スプリングカップ、阿久利黒賞と連勝して岩手ダービー ダイヤモンドカップでも2着に7馬身差をつけて勝利。南関東に遠征してのジャパンダートダービーと黒潮盃は5着、9着と振るわなかったが、岩手に戻ってA一組戦2着を経て出走の不来方賞で二冠目を、ダービーグランプリでも他地区からの遠征馬などを下して岩手3歳三冠を達成した。同年12月には、IBC岩手放送によりドキュメンタリー番組が製作・放送され、12月31日の桐花賞ではファン投票1位で選出され、前年度の岩手競馬年度代表馬マヨノエンゼルなどを下して勝利した。
古馬となった2011年は前年の疲労が抜けきらないことに加えて3月11日発生の東日本大震災の影響で調子が上がらず、コスモバルク記念5着、みちのく大賞典5着、青藍賞6着と着順が低迷。10月10日に東京競馬場で行われたマイルチャンピオンシップ南部杯に岩手代表として遠征した際、東京ダート1600mコース特有の芝発走に戸惑いダートとの境目で転倒。右上腕骨を骨折し、予後不良と診断され安楽死処分となった。本馬の死を受け、岩手県競馬組合は公式サイト上に追悼コーナーを設け、馬主に対して感謝状と特別功労金を贈り、年度末には特別表彰馬として本馬を表彰した。また当年のダービーグランプリは「ロックハンドスターメモリアル」の副題を付して施行された。

## 競走成績
以下の内容は、JBISサーチ、netkeiba.com、地方競馬全国協会に基づく。
| 年月日     | 競馬場 | 競走名                    | 格   | 距離（馬場）  | 頭数 | 枠番 | 馬番 | オッズ（人気） | 着順 | タイム （上り3F） | 着差 | 騎手     | 斤量 [kg] | 勝ち馬/（2着馬）       |
| ---------- | ------ | ------------------------- | ---- | ------------- | ---- | ---- | ---- | -------------- | ---- | ----------------- | ---- | -------- | --------- | ---------------------- |
| 2009.06.07 | 盛岡   | フューチャー              |      | 芝1000m（重） | 6    | 7    | 7    | 01.5（1人）    | 3着  | 1:01.0(00.0)      | -0.4 | 板垣吉則 | 54        | リュウノボーイ         |
| 0000.06.20 | 水沢   | 2歳                       |      | ダ1300m（良） | 8    | 1    | 1    | 01.2（1人）    | 1着  | 1:26.0(00.0)      | -0.6 | 板垣吉則 | 54        | （ベルコットスター）   |
| 0000.08.10 | 盛岡   | 若鮎賞                    |      | 芝1600m（不） | 10   | 1    | 1    | 03.4（1人）    | 1着  | 1:42.7(00.0)      | -1.5 | 菅原勲   | 54        | （リュウノヒーロー）   |
| 0000.08.23 | 水沢   | ホープフル                |      | ダ1300m（良） | 9    | 8    | 8    | 01.3（1人）    | 1着  | 1:23.9(00.0)      | -0.0 | 菅原勲   | 54        | （ゴールデンライフ）   |
| 0000.09.20 | 盛岡   | ジュニアグランプリ        | 重賞 | 芝1600m（良） | 12   | 4    | 4    | 01.7（1人）    | 2着  | 1:39.4(00.0)      | -0.0 | 菅原勲   | 54        | ボヘミアン             |
| 0000.10.19 | 盛岡   | 若駒賞                    | 重賞 | ダ1600m（良） | 12   | 6    | 8    | 01.3（1人）    | 1着  | 1:41.2(00.0)      | -0.6 | 阿部英俊 | 54        | （リュウノボーイ）     |
| 0000.11.15 | 水沢   | 南部駒賞                  | 重賞 | ダ1600m（不） | 12   | 3    | 3    | 02.5（2人）    | 1着  | 1:39.8(00.0)      | -0.2 | 菅原勲   | 54        | （モエレクリューガー） |
| 2010.01.02 | 水沢   | 金杯                      | 重賞 | ダ1600m（不） | 9    | 5    | 5    | 01.3（1人）    | 2着  | 1:44.4(00.0)      | -0.0 | 菅原勲   | 55        | モエレデフィニット     |
| 0000.04.04 | 水沢   | スプリングC               |      | ダ1600m（良） | 12   | 4    | 4    | 01.1（1人）    | 1着  | 1:44.9 (40.0)     | -0.9 | 菅原勲   | 55        | （ダークライ）         |
| 0000.05.02 | 水沢   | 阿久利黒賞                | 重賞 | ダ1600m（良） | 10   | 8    | 10   | 01.1（1人）    | 1着  | 1:43.1 (39.6)     | -1.0 | 菅原勲   | 55        | （イシノウォーニング） |
| 0000.05.31 | 盛岡   | 岩手ダービーダイヤモンドC | 重賞 | ダ2000m（良） | 12   | 5    | 5    | 01.0（1人）    | 1着  | 2:11.3 (38.7)     | -1.2 | 菅原勲   | 56        | （モエレフットライト） |
| 0000.07.14 | 大井   | ジャパンダートダービー    | JpnI | ダ2000m（重） | 12   | 5    | 7    | 20.9（7人）    | 9着  | 2:07.2 (38.3)     | -2.0 | 菅原勲   | 56        | マグニフィカ           |
| 0000.08.17 | 大井   | 黒潮盃                    | SII  | ダ1800m（良） | 10   | 8    | 9    | 06.2（5人）    | 5着  | 1:53.5 (38.1)     | -0.8 | 菅原勲   | 57        | ツルオカオウジ         |
| 0000.09.27 | 盛岡   | 南部杯カウントダウン14    | A1   | ダ1800m（良） | 7    | 7    | 7    | 01.3（1人）    | 2着  | 1:55.3 (36.6)     | -0.2 | 菅原勲   | 55        | （マサシンゲキ）       |
| 0000.10.24 | 盛岡   | 不来方賞                  | 重賞 | ダ2000m（良） | 12   | 2    | 2    | 01.2（1人）    | 1着  | 2:08.8 (37.4)     | -1.0 | 菅原勲   | 56        | （マイネルリファイン） |
| 0000.11.22 | 水沢   | ダービーグランプリ        | 重賞 | ダ2000m（良） | 12   | 8    | 12   | 02.6（2人）    | 1着  | 2:12.8 (42.0)     | -0.4 | 菅原勲   | 56        | （ナムラアンカー）     |
| 0000.12.31 | 水沢   | 桐花賞                    | 重賞 | ダ2000m（不） | 12   | 7    | 9    | 01.5（1人）    | 1着  | 2:11.8 (39.7)     | -0.5 | 菅原勲   | 56        | （マヨノエンゼル）     |
| 2011.05.05 | 門別   | コスモバルク記念          | H2   | ダ1800m（重） | 14   | 1    | 1    | 03.1（1人）    | 5着  | 1:56.7 (38.8)     | -0.7 | 菅原勲   | 58        | クラキンコ             |
| 0000.06.19 | 盛岡   | みちのく大賞典            | 重賞 | ダ2000m（良） | 11   | 7    | 9    | 01.1（1人）    | 5着  | 2:09.2 (39.5)     | -2.9 | 菅原勲   | 57        | コアレスレーサー       |
| 0000.09.12 | 盛岡   | 青藍賞                    | 重賞 | ダ1600m（稍） | 10   | 7    | 8    | 02.2（1人）    | 6着  | 1:40.3 (39.9)     | -1.3 | 菅原勲   | 57        | ゴールドマイン         |
| 0000.10.10 | 東京   | マイルCS南部杯            | JpnI | ダ1600m（良） | 15   | 7    | 13   | 283.8（12人）  |      | 競走中止          |      | 菅原俊吏 | 57        | トランセンド           |

## 血統表
| ロックハンドスターの血統                         | ロックハンドスターの血統                             | ロックハンドスターの血統            | （血統表の出典）                    | （血統表の出典） |
| 父系                                             | サンデーサイレンス系（ヘイロー系）                   | サンデーサイレンス系（ヘイロー系）  | サンデーサイレンス系（ヘイロー系）  | [ § 2 ]          |
| 父 マーベラスサンデー 1992 栃栗毛                | 父の父*サンデーサイレンス Sunday Silence 1986 青鹿毛 | Halo                                | Hail to Reason                      | Hail to Reason   |
| 父 マーベラスサンデー 1992 栃栗毛                | 父の父*サンデーサイレンス Sunday Silence 1986 青鹿毛 | Halo                                | Cosmah                              |                  |
| 父 マーベラスサンデー 1992 栃栗毛                | 父の父*サンデーサイレンス Sunday Silence 1986 青鹿毛 | Wishing Well                        | Understanding                       | Understanding    |
| 父 マーベラスサンデー 1992 栃栗毛                | 父の父*サンデーサイレンス Sunday Silence 1986 青鹿毛 | Wishing Well                        | Mountain Flower                     |                  |
| 父 マーベラスサンデー 1992 栃栗毛                | 父の母モミジダンサー 1980 栗毛                       | *ヴァイスリーガル                   | Northern Dancer                     | Northern Dancer  |
| 父 マーベラスサンデー 1992 栃栗毛                | 父の母モミジダンサー 1980 栗毛                       | *ヴァイスリーガル                   | Victoria Regina                     |                  |
| 父 マーベラスサンデー 1992 栃栗毛                | 父の母モミジダンサー 1980 栗毛                       | *モミジII                           | Laugh Aloud                         | Laugh Aloud      |
| 父 マーベラスサンデー 1992 栃栗毛                | 父の母モミジダンサー 1980 栗毛                       | *モミジII                           | Hold Me Close                       |                  |
| 母 *コンティンジェンシー Contingency 1993 黒鹿毛 | 母の父Alleged 1974 鹿毛                              | Hoist the Flag                      | Tom Rolfe                           | Tom Rolfe        |
| 母 *コンティンジェンシー Contingency 1993 黒鹿毛 | 母の父Alleged 1974 鹿毛                              | Hoist the Flag                      | Wavy Navy                           |                  |
| 母 *コンティンジェンシー Contingency 1993 黒鹿毛 | 母の父Alleged 1974 鹿毛                              | Princess Pout                       | Prince John                         | Prince John      |
| 母 *コンティンジェンシー Contingency 1993 黒鹿毛 | 母の父Alleged 1974 鹿毛                              | Princess Pout                       | Determined Lady                     |                  |
| 母 *コンティンジェンシー Contingency 1993 黒鹿毛 | 母の母Avarice 1989 黒鹿毛                            | Manila                              | Lyphard                             | Lyphard          |
| 母 *コンティンジェンシー Contingency 1993 黒鹿毛 | 母の母Avarice 1989 黒鹿毛                            | Manila                              | Dona Ysidra                         |                  |
| 母 *コンティンジェンシー Contingency 1993 黒鹿毛 | 母の母Avarice 1989 黒鹿毛                            | Bold Bikini                         | Boldnesian                          | Boldnesian       |
| 母 *コンティンジェンシー Contingency 1993 黒鹿毛 | 母の母Avarice 1989 黒鹿毛                            | Bold Bikini                         | Ran-Tan                             |                  |
| 母系(F-No.)                                      | コンティンジェンシー(USA)系(FN:5-e)                  | コンティンジェンシー(USA)系(FN:5-e) | コンティンジェンシー(USA)系(FN:5-e) | [ § 3 ]          |
| 5代内の近親交配                                  | Northern Dancer 4 x 5 = 9.38%                        | Northern Dancer 4 x 5 = 9.38%       | Northern Dancer 4 x 5 = 9.38%       | [ § 4 ]          |
| 出典                                             | 1. 2. 3. 4.                                          | 1. 2. 3. 4.                         | 1. 2. 3. 4.                         | 1. 2. 3. 4.      |